# Exotisch deeltje
Een exotisch deeltje is een bepaald soort theoretisch deeltje dat door sommige gebieden van moderne fysica wordt gezegd te bestaan, en waarvan de aangenomen eigenschappen uiterst ongewoon zijn.
Het bekendste voorbeeld is waarschijnlijk een tachyon, een deeltje dat altijd sneller dan het licht reist.
Een ander voorbeeld hiervan is supersymmetrie, een theoretische reeks van superzware varianten van bekende deeltjes (dit is ook een van de voorgestelde kandidaten voor donkere materie).
Exotische deeltjes komen vaak voor in sciencefiction, zowel deze die door wetenschappers worden verondersteld te bestaan, als volledig fictieve exotische deeltjes.

## Referentie
- Dit artikel of een eerdere versie ervan is een (gedeeltelijke) vertaling van het artikel Exotic particle op de Engelstalige Wikipedia, dat onder de licentie Creative Commons Naamsvermelding/Gelijk delen valt. Zie de bewerkingsgeschiedenis aldaar.